# Liste der Stolpersteine in Teltow

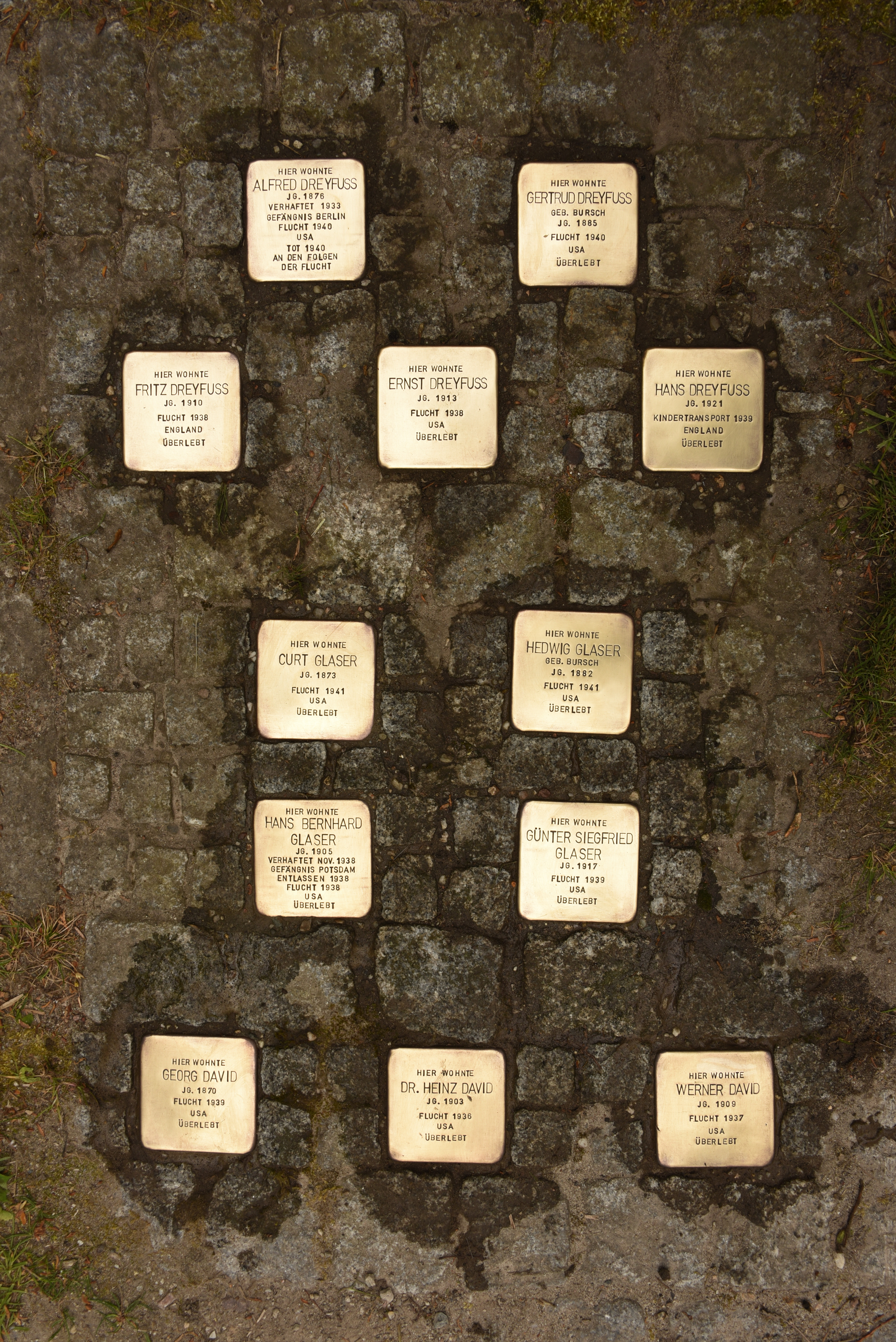
Stolpersteine für zwölf Menschen der Familien David, Dreyfuss und Glaser, die flüchten konnten, elf von ihnen überlebten.

Diese Liste der Stolpersteine in Teltow enthält die Stolpersteine, welche im Rahmen des gleichnamigen Kunstprojekts von Gunter Demnig in der Stadt Teltow im brandenburgischen Landkreis Potsdam-Mittelmark verlegt wurden. Auf der Oberseite der Betonquader mit zehn Zentimeter Kantenlänge ist eine Messingtafel verankert, die Auskunft über Namen, Geburtsjahr und Schicksal der Personen gibt, derer gedacht werden soll. Die Steine sind in den Bürgersteig vor den ehemaligen Wohnhäusern der Opfer der nationalsozialistischen Gewaltherrschaft eingelassen. Mit ihnen soll Opfern des Nationalsozialismus gedacht werden, die in Teltow lebten und wirkten.

## Verlegte Stolpersteine
In Teltow wurden bisher 42 Stolpersteine an 20 Orten verlegt.
| Stolperstein | Inschrift | Verlegeort                                           | Name, Leben                                                                       |
| --- | --- | ---------------------------------------------------- | --------------------------------------------------------------------------------- |
| weitere Bilder \| | HIER LEBTE MARTIN BAUMANN JG. 1881 VERHAFTET 1940 SACHSENHAUSEN ERMORDET 30.6.1941 DACHAU                                                                        | Kleiststraße 13 (Standort)                           | Martin Baumann (1881–1941) war Leiter einer Kartoffelflockenfabrik aus Müncheberg |
| | HIER WOHNTE ANNA BINEK GEB. PAWLIK JG. 1886 IM WIDERSTAND / KPD 'SCHUTZHAFT' 1933 FRAUENGEFÄNGNIS BERLIN ENTLASSEN/ÜBERLEBT                                      | Striewitzweg 24 (Standort)                           | Anna Binek geb. Pawlik (1886–1945)                                                |
| | HIER WOHNTE STANISLAUS BINEK JG. 1880 IM WIDERSTAND / KPD 'SCHUTZHAFT' 1933 ORANIENBURG 1933 SONNENBURG ENTLASSEN / ÜBERLEBT                                     | Striewitzweg 24 (Standort)                           | Stanislaus Binek (1880–1974)                                                      |
| | HIER WOHNTE REINHOLD BÖTTCHER JG. 1903 VERHAFTET 1938 VERURTEILT § 175 1939 KZ BÖRGERMOOR 1940 KZ SACHSENHAUSEN 1941 KZ GROSS-ROSEN ERMORDET 17.4.1942           | Striewitzweg 26 (Standort)                           | Reinhold Böttcher                                                                 |
| weitere Bilder \| | HIER WOHNTE GEORG DAVID JG. 1870 FLUCHT 1939 USA ÜBERLEBT | Max-Sabersky-Allee 4 (Standort)                      | Georg David                                                                       |
| weitere Bilder \| | HIER WOHNTE DR. HEINZ DAVID JG. 1903 FLUCHT 1936 USA ÜBERLEBT | Max-Sabersky-Allee 4 (Standort)                      | Heinz David                                                                       |
| weitere Bilder \| | HIER WOHNTE WERNER DAVID JG. 1909 FLUCHT 1937 USA ÜBERLEBT | Max-Sabersky-Allee 4 (Standort)                      | Werner David                                                                      |
| weitere Bilder \| | HIER WOHNTE ALFRED DREYFUSS JG. 1876 VERHAFTET 1933 GEFÄNGNIS BERLIN FLUCHT 1940 USA TOT 1940 AN DEN FOLGEN DER FLUCHT                                           | Max-Sabersky-Allee 4 (Standort)                      | Alfred Dreyfuss                                                                   |
| weitere Bilder \| | HIER WOHNTE ERNST DREYFUSS JG. 1913 FLUCHT 1938 USA ÜBERLEBT | Max-Sabersky-Allee 4 (Standort)                      | Ernst Dreyfuss                                                                    |
| weitere Bilder \| | HIER WOHNTE FRITZ DREYFUSS JG. 1910 FLUCHT 1938 ENGLAND ÜBERLEBT                                                                                                 | Max-Sabersky-Allee 4 (Standort)                      | Fritz Dreyfuss                                                                    |
| weitere Bilder \| | HIER WOHNTE GERTRUD DREYFUSS GEB. BURSCH JG. 1885 FLUCHT 1940 USA ÜBERLEBT                                                                                       | Max-Sabersky-Allee 4 (Standort)                      | Gertrud Dreyfuss geb. Bursch                                                      |
| weitere Bilder \| | HIER WOHNTE HANS DREYFUSS JG. 1921 KINDERTRANSPORT 1939 ENGLAND ÜBERLEBT                                                                                         | Max-Sabersky-Allee 4 (Standort)                      | Hans Dreyfuss                                                                     |
| weitere Bilder \| | HIER WOHNTE AUGUSTE FISCHER GEB. MICHEL JG. 1881 DEPORTIERT 1942 GHETTO WARSCHAU ERMORDET 1942                                                                   | Elsterstraße 1 (Standort)                            | Auguste Fischer geb. Michel                                                       |
| | HIER WOHNTE JOHANN FIOLKA JG. 1895 IM WIDERSTAND/KPD SCHUTZHAFT 1933 KZ ORANIENBURG VERHAFTET 15.2.1943 GEFÄNGNIS MOABIT GESTAPOHAFT POTSDAM ENTLASSEN 15.9.1943 | Mainstraße 5 (Standort)                              | Johann Fiolka                                                                     |
| | HIER WOHNTE AUGUST FÖRSTER JG. 1890 IM WIDERSTAND / KPD 'SCHUTZHAFT' 1933 ORANIENBURG VERHAFTET 1937 'HOCHVERRT' ZUCHTHAUS LUCKAU ENTLASSEN 30.7.1939            | Lichterfelder Allee 4 (Standort)                     | August Förster (1890–1954)                                                        |
| | HIER WOHNTE CURT GLASER JG. 1873 FLUCHT 1941 USA ÜBERLEBT | Max-Sabersky-Allee 4 (Standort)                      | Curt Glaser                                                                       |
| | HIER WOHNTE GÜNTER SIEGFRIED GLASER JG. 1917 FLUCHT 1939 USA ÜBERLEBT                                                                                            | Max-Sabersky-Allee 4 (Standort)                      | Günter Siegfried Glaser                                                           |
| | HIER WOHNTE HANS BERNHARD GLASER JG. 1905 VERHAFTET NOV. 1938 GEFÄNGNIS POTSDAM ENTLASSEN 1938 FLUCHT 1938 USA ÜBERLEBT                                          | Max-Sabersky-Allee 4 (Standort)                      | Hans Bernhard Glaser                                                              |
| \| | HIER WOHNTE HEDWIG GLASER GEB. BURSCH JG. 1882 FLUCHT 1941 USA ÜBERLEBT                                                                                          | Max-Sabersky-Allee 4 (Standort)                      | Hedwig Glaser geb. Bursch                                                         |
| | HIER LEBTE ERNESTINE GUMPERT GEB. HEIDEMANN JG. 1881 DEPORTIERT 1943 THERESIENSTADT ERMORDET 1944 IN AUSCHWITZ                                                   | Potsdamer Straße 68 (Standort)                       | Ernestine Gumpert geb. Heidemann                                                  |
| | HIER WOHNTE RICHARD HOMANN JG. 1894 IM WIDERSTAND / SPD SCHUTZHAFT 1933 KZ ORANIENBURG 1944 KZ SACHSENHAUSEN ENTLASSEN 15.9.1944                                 | Walther-Rathenau-Straße 4 (Standort)                 | Richard Homann                                                                    |
| | HIER WOHNTE OTTO KESSLER JG. 1902 IM WIDERSTAND / KPD SCHUTZHAFT 1933 KZ ORANIENBURG ENTLASSEN 25.11.1933                                                        | Walther-Rathenau-Straße 17 (Standort)                | Otto Kessler                                                                      |
| | HIER WOHNTE HERMANN LUCKE JG. 1899 IM WIDERSTAND / KPD SCHUTZHAFT 1933 KZ ORANIENBURG 1934 ZUCHTHAUS LUCKAU ENTLASSEN 20.2.1936                                  | August-Bebel-Straße 16 (Standort)                    | Hermann Lucke                                                                     |
| | HIER WOHNTE FRIEDA LUCKE GEB. HENNING JG. 1903 IM WIDERSTAND/KPD SCHUTZHAFT 1933 FRAUENGEFÄNGNIS BERLIN KZ MORINGEN ENTLASSEN 1935                               | August-Bebel-Straße 16 (Standort)                    | Frieda Lucke geb. Henning                                                         |
| | HIER WOHNTE ANDREAS MÜLLER JG. 1906 IM WIDERSTAND / KPD 'SCHUTZHAFT' 1933 ORANIENBURG ENTLASSEN / ÜBERLEBT                                                       | Saalestraße 2 (Standort)                             | Andreas Müller                                                                    |
| | HIER WOHNTE AUGUSTE NEUMANN GEB. GRETT JG. 1902 VERHAFTET 30.5.1944 'HOCHVERRAT' GEFÄNGNIS MOABIT FRAUENGEFÄNGNIS BERLIN UND COTTBUS TOT 8.2.1945                | Sigridshorst, Gunterstraße 16 (Standort)             | Auguste Neumann geb. Grett (1902–1945)                                            |
| weitere Bilder \| | HIER WOHNTE LUDWIG NIEDERMAIER JG. 1906 IM WIDERSTAND / KPD 'SCHUTZHAFT' 1933 GEFÄNGNIS MOABIT GEFÄNGNIS PLÖTZENSEE ORANIENBURG ENTLASSEN / ÜBERLEBT             | Elsterstraße 1 (Standort)                            | Ludwig Niedermaier                                                                |
| | HIER WOHNTE OSKAR POLLNER JG. 1885 IM WIDERSTAND / SPD VERHAFTET 22.8.1944 AKTION 'GITTER' SACHSENHAUSEN ERMORDET                                                | Alsterstraße 7 (Standort)                            | Oskar Pollner                                                                     |
| weitere Bilder \| | HIER WOHNTE EWALD THIEKE JG. 1901 SEIT 1914 MEHRERE HEILANSTALTEN 'VERLEGT' 29.8.1940 LANDES-PFLEGEANSTALT BRANDENBURG ERMORDET 29.8.1940 AKTION T4              | Bäckerstraße 4 (Standort)                            | Ewald Thieke                                                                      |
| weitere Bilder \| | HIER WOHNTE FRITZ THIEKE JG. 1894 IM WIDERSTAND / KPD 'SCHUTZHAFT' 1933 ORANIENBURG ENTLASSEN / ÜBERLEBT                                                         | Bäckerstraße 4 (Standort)                            | Fritz Thieke                                                                      |
| | HIER WOHNTE DR. ERNST VALENTIN JG. 1874 FLUCHT 1939 BRASILIEN ÜBERLEBT                                                                                           | Teltower Straße 20 gegenüber am Grenzstein(Standort) | Dr. Ernst Valentin                                                                |
| weitere Bilder \| | HIER WOHNTE EMMA WALHSDORF JG. 1883 SEIT 1902 MEHRERE HEILANSTALTEN 'VERLEGT' 4.7.1940 LANDES-PFLEGEANSTALT BRANDENBURG ERMORDET 4.7.1940 AKTION T4              | Breite Straße 30 (Standort)                          | Emma Wahlsdorf                                                                    |
| weitere Bilder \| | HIER WOHNTE WALTER ZEHDEN JG. 1882 VERHAFTET NOV. 1938 SACHSENHAUSEN ENTLASSEN DEZ. 1938 TOT 5.12.1941                                                           | Kleiststraße 13 (Standort)                           | Walter Zehden                                                                     |
| Bild gesucht Die Wikipedia wünscht sich an dieser Stelle ein Bild vom hier behandelten Ort. Falls du dabei helfen möchtest, erklärt die Anleitung , wie das geht. BW | | Max-Sabersky-Allee 4 (Standort)                      | Isidor Schwarz                                                                    |
| Bild gesucht Die Wikipedia wünscht sich an dieser Stelle ein Bild vom hier behandelten Ort. Falls du dabei helfen möchtest, erklärt die Anleitung , wie das geht. BW | | Max-Sabersky-Allee 4 (Standort)                      | Selma Schwarz                                                                     |
| Bild gesucht Die Wikipedia wünscht sich an dieser Stelle ein Bild vom hier behandelten Ort. Falls du dabei helfen möchtest, erklärt die Anleitung , wie das geht. BW | | Potsdamer Straße 46/47 (Standort)                    | Julius Rosenberg                                                                  |
| Bild gesucht Die Wikipedia wünscht sich an dieser Stelle ein Bild vom hier behandelten Ort. Falls du dabei helfen möchtest, erklärt die Anleitung , wie das geht. BW | | Potsdamer Straße 46/47 (Standort)                    | Paulina Rosenberg                                                                 |
| Bild gesucht Die Wikipedia wünscht sich an dieser Stelle ein Bild vom hier behandelten Ort. Falls du dabei helfen möchtest, erklärt die Anleitung , wie das geht. BW | | Potsdamer Straße 46/47 (Standort)                    | Wilhelm Rosenberg                                                                 |
| Bild gesucht Die Wikipedia wünscht sich an dieser Stelle ein Bild vom hier behandelten Ort. Falls du dabei helfen möchtest, erklärt die Anleitung , wie das geht. BW | | Potsdamer Straße 46/47 (Standort)                    | Irma Rosenberg                                                                    |
| Bild gesucht Die Wikipedia wünscht sich an dieser Stelle ein Bild vom hier behandelten Ort. Falls du dabei helfen möchtest, erklärt die Anleitung , wie das geht. BW | | Striewitzweg 16 (Standort)                           | Friedrich Ksionseck                                                               |
| Bild gesucht Die Wikipedia wünscht sich an dieser Stelle ein Bild vom hier behandelten Ort. Falls du dabei helfen möchtest, erklärt die Anleitung , wie das geht. BW | | Striewitzweg 24 (Standort)                           | Hubert Binek                                                                      |
| Bild gesucht Die Wikipedia wünscht sich an dieser Stelle ein Bild vom hier behandelten Ort. Falls du dabei helfen möchtest, erklärt die Anleitung , wie das geht. BW | Hier wohnte Hedwig Zuckerer geb.Petrat Jg.1901 im Widerstand / KPD 'Schutzhaft' 1933 Frauengefängnis Berlin entlassen 2.8.1933                                   | Saalestraße 2 (Standort)                             | Hedwig Zuckerer                                                                   |

## Verlegungen
- 7. Oktober 2011: Kleiststraße 13, Potsdamer Straße 68, Teltower Straße 20[4]
- 14. Oktober 2011: Max-Sabersky-Allee 4 (ohne Gunter Demnig)[5]
- 28. November 2013: Alsterstraße 7, Bäckerstraße 4, Breite Straße 30, Gunterstraße 16 (Sigridshorst)[6]
- 6. März 2024: August-Bebel-Straße 16, Elsterstraße 1, Mainstraße 5, Striewitzweg 26, Walther-Rathenau-Straße 4, Walther-Rathenau-Straße 17[7]
- 7. März 2025: Max-Sabersky-Allee 4, Potsdamer Straße 46/47, Striewitzweg 16 und 24, Saalestraße 2[8]